# معدل طبيعي للبطالة
المعدل الطبيعي للبطالة (يسمى أحيانًا معدل البطالة الهيكلية) هو مفهوم يتعلق بالنشاط الاقتصادي وضعه تحديدًا ميلتون فريدمان وإدموند فيلبس في فترة ستينيات القرن العشرين، وقد حصل كل منهما على جائزة نوبل في العلوم الاقتصادية. وفي كلتا الحالتين، كان وضع هذا المفهوم هو الدافع الأساسي وراء منحهما الجائزة.
ويمثل هذا المفهوم معدل البطالة الافتراضي الذي يتوافق مع الإنتاج الكلي على المستوى «الطويل الأجل». ويتوافق هذا المستوى مع الإنتاج الكلي في ظل عدم وجود اختلافات متنوعة مؤقتة مثل تعديل الأسعار غير المكتمل في العمل وأسواق البضائع. ولذلك، يتوافق المعدل الطبيعي للبطالة مع معدل البطالة السائد في ظل رؤية كلاسيكية لتحديد النشاط. ويتحدد هذا بشكل أساسي من خلال جانب الإمداد في الاقتصاد، ومن ثَمّ إمكانيات الإنتاج والمؤسسات الاقتصادية. وإذا تضمنت هذه السمات المؤسسية تباينات دائمة في سوق العمل أو في جمود الأجور الحقيقية، فربما يتسم المعدل الطبيعي للبطالة بظهور بطالة إجبارية.
وسوف يدفع حدوث الاضطرابات (على سبيل المثال، التغيرات الدورية في الميول الاستثمارية) البطالة الفعلية إلى الانحراف المستمر عن المعدل الطبيعي، فضلاً عن تحديد عوامل الطلب الكلي لهذه البطالة بشكل جزئي، وذلك حسبما يندرج تحت النظريات الكينزية الاقتصادية المتعلقة بتحديد الناتج. وأما الآثار المترتبة على هذه السياسة تكمن في أن المعدل الطبيعي للبطالة لا يمكن تقليله دائمًا من خلال سياسات إدارة الطلب (بما في ذلك السياسات النقدية)، إلا أن مثل هذه السياسات يمكن أن تلعب دورًا في تثبيت التقلبات التي تحدث في البطالة الفعلية.
وينبغي، طبقًا لهذا المفهوم، أن تحقق السياسات الهيكلية الموجهة نحو جانب الطلب في الاقتصاد انخفاضات في المعدل الطبيعي للبطالة.

## تطور المفهوم
ظهرت عبارة كلاسيكية حول المعدل الطبيعي في الخطاب الرئاسي لميلتون فريدمان عام 1968، والذي وجهه إلى الرابطة الاقتصادية الأمريكية:
«في أي لحظة من الزمن، توجد بعض مستويات البطالة التي تملك صفة كونها متوافقة مع التوازن في هيكل الأجور الحقيقية...» المعدل الطبيعي للبطالة«... هو المستوى الذي يمكن أن ينتجه تلقائيًا نظام والراسيان لمعادلات التوازن العامة، وهذا شريطة أن تتضمن داخلها الخصائص الهيكلية الفعلية لأسواق العمل والسلع، بما في ذلك عيوب السوق، والتنوع العشوائي في حالات الطلب والعرض، وتكاليف جمع المعلومات حول الوظائف الشاغرة، وفرص العمل المتاحة، وتكاليف التنقل، وما إلى ذلك.»
ومع ذلك فقد ظلت هذه رؤية - فلم يكتب فريدمان نموذجًا يتضمن جميع هذه الصفات. وعندما أوضح فكرة المعدل الطبيعي، اعتمد ببساطة على نموذج العرض والطلب بسوق العمل النموذجي الموجود بالكتب ، والذي يعتبر بشكل أساسي مماثلًا لنموذج دون باتينكين الخاص بالتوظيف الكامل. وفي هذا، يوجد سوق عمل تنافسي به عرض وطلب بالنسبة للعمل ويعتمد على الأجر الحقيقي، ويشكل المعدل الطبيعي ببساطة التوازن التنافسي، حيث يتساوى الطلب مع العرض. وتتضمن رؤيته فكرة أن المعدل الطبيعي يعتبر فريدًا: حيث يوجد مستوى واحد من الناتج والتوظيف يتوافق مع التوازن.

## المعدل الطبيعي ومنحنى فيليبس
لقد تم وضع نظرية المعدل الطبيعي للبطالة في ستينيات القرن الماضي، حيث رصد الاقتصاديون بدء انهيار علاقة منحنى فيليبس بين التضخم والبطالة. وإلى ذلك الوقت، كان يُعتقد بصورة واسعة وجود علاقة سلبية ثابتة بين التضخم والبطالة. ومن آثار سياسة هذا الاعتقاد أن البطالة يمكن تقليلها بصفة دائمة من خلال سياسة الطلب الموسعة، ومن ثَمّ يحدث ارتفاع في التضخم.
وقد عارض فريدمان وفيليبس هذه الفكرة نظريًا، حيث أشارا إلى أنه إذا انخفضت البطالة دائمًا، فإن بعض المتغيّرات الحقيقية في الاقتصاد مثل الأجر الحقيقي يمكن أن تتغيّر بصورة دائمة. وينبغي أن يكون الحال هكذا وذلك لأن التضخم الاقتصادي المرتفع قد اعتمد على ما يبدو على اللامنطقية النظامية في سوق العمل. وكما أشار فريدمان، يمكن لتضخم الأجور أن يسيطر على المشهد في نهاية الأمر، وهذا مع ترك الأجر الحقيقي والبطالة دون تغيير. ومن ثَمّ، يمكن الحصول على بطالة منخفضة فقط، طالما تخلف كل من تضخم الأجور وتوقعات التضخم وراء التضخم الاقتصادي الفعلي. وقد تم النظر إل هذا باعتباره محصلة مؤقتة فحسب. وفي نهاية الأمر، ستعود البطالة إلى المعدل المحدد من خلال العوامل الحقيقية بعيدًا عن معدل التضخم الاقتصادي. وطبقًا لما ذكره فريدمان وفيليبس، فإن منحنى فيليبس بذلك كان رأسيًا على المدى الطويل، كما أن سياسات الطلب الموسعة يمكن أن تكون سببًا في التضخم الاقتصادي فحسب، وليست سببًا في بطالة أقل على الدوام.
وقد أكد ميلتون فريدمان على أخطاء التوقعات باعتبارها السبب الرئيسي لانحراف البطالة عن المعدل الطبيعي. بالنسبة لفريدمان، تعتبر فكرة وجود معدل طبيعي فريد أمرًا يتساوى مع تأكيده على أنه يوجد مستوى واحد من البطالة، والذي عنده يمكن توقع التضخم الاقتصادي بصورة تامة (عندما يكون التضخم الاقتصادي الفعلي والمتوقع متساويين). وقد ركز إدموند فيليبس بشكل أكثر تفصيلاً على هياكل سوق العمل والاختلافات، وهو الأمر الذي كان من الممكن أن يؤدي إلى تغيّرات في الطلب الكلي يترتب عليها التضخم الاقتصادي، وبالنسبة للتوقعات البطيئة، يؤدي إلى تحديد معدل البطالة. وأيضًا، فقد ألقت نظرياته الضوء على أسباب الارتفاع الكبير للغاية للمعدل الطبيعي للبطالة (أي السبب وراء إمكانية أن تصبح البطالة هيكلية أو كلاسيكية).

## الانتقادات
يقدم افتراض المعدل الطبيعي الافتراض الأساسي الذي يشير إلى وجود مستوى توازن فريد للبطالة. وبشكل بالغ الأهمية، فإن ميلتون فريدمان نفسه لم يدوّن نموذجًا صريحًا للمعدل الطبيعي (في محاضرته التي ألقاها على هامش فوزه بجائزة نوبل، اعتمد فقط على نموذج العرض والطلب البسيط فيما يتعلق بالعمل). وقد اقترح آخرون أنه يمكن أن توجد توازنات متعددة: على سبيل المثال، نتيجة لعوامل البحث الخارجية كما في نموذج جوز الهند لـ «دايموند» أو ما إلى ذلك، من الممكن أن يوجد «معدل طبيعي» لمستويات البطالة بدلًا من التوازن الفريد.